# TWO OF US (高橋克典の曲)
『TWO OF US』（ツー・オブ・アス）は、2000年11月14日に発売された高橋克典の15枚目のシングル。

## 解説
本作プロデュースを担当した織田哲郎とのコラボレーション第3弾は、avex trax移籍第1弾。TBS系「サラリーマン金太郎2」挿入歌。

## 収録曲
作詞：松井五郎／作曲：織田哲郎
1. TWO OF US
編曲：織田哲郎
2. HACK
編曲：葉山たけし

## 参加ミュージシャン
- 織田哲郎 - シンセサイザー、ギター、コーラス
- 葉山たけし - プログラミング、ギター
- 渡辺直樹 - ベース